# Periscepsia spathulata
Periscepsia spathulata là một loài ruồi trong họ Tachinidae.